# Национальный мемориал Мак-Кинли
Национальный мемориал Мак-Кинли (англ. McKinley National Memorial) — мавзолей убитого 25-го президента США Уильяма Мак-Кинли, расположенный в городе Кантон, штат Огайо; Кантон был значительным местом в жизни Мак-Кинли, поскольку он жил там, занимался адвокатской практикой и проводил оттуда свои политические кампании.

## История создания
После похорон Мак-Кинли 19 сентября 1901 года на кладбище Вест-Лоун несколько его ближайших советников, в том числе Джордж Брюс Кортелью, Уильям Руфус Дэй и Марк Ханна, встретились, чтобы обсудить расположение надлежащего мемориала, который станет конечным местом упокоения умершего после покушения  президента. Именно на этой встрече была сформирована Национальная мемориальная ассоциация Мак-Кинли, и Теодор Рузвельт выбрал первый Попечительский совет по рекомендации вдовы президента Иды Мак-Кинли. Ассоциация выбрала место, которое часто посещал президент Мак-Кинли, и где однажды он предложил установить памятник в честь солдат и моряков из округа Старк, погибших в американских войнах.
К 10 октября 1901 года Ассоциация обратилась с призывом к общественности о взносах в размере $600,000 на строительство. Губернатор штата Огайо Джордж Нэш поддержал эту инициативу, объявив день рождения Мак-Кинли в 1902 году особым днём в школах штата. В этот день школьники внесли большие пожертвования в мемориальный фонд. В июне 1903 года взносы достигли $500,000, и Ассоциация предложила людям представить идеи дизайна предлагаемого мемориала. Взносы также поступали из зарубежных стран, в частности из Великобритании.

### Строительство

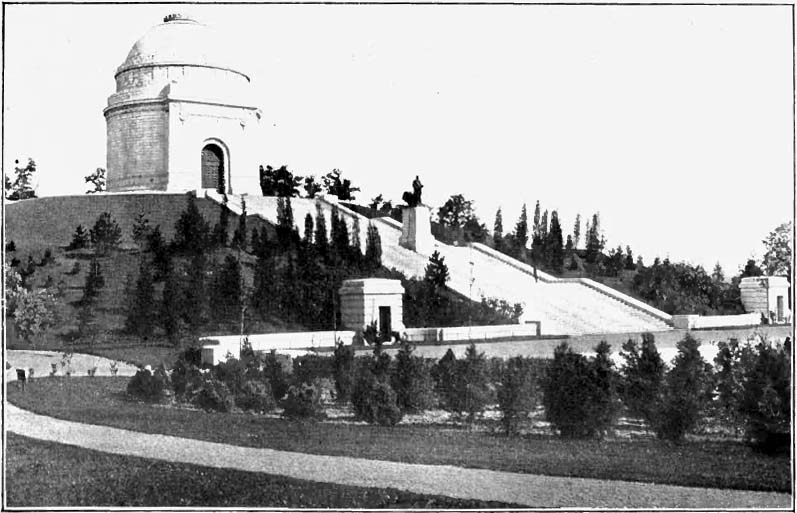
Национальный мемориал Мак-Кинли, 1914 г.

Было представлено более шестидесяти дизайнов, и победителем конкурса был выбран архитектор Гарольд Ван Бурен Магонигл из Нью-Йорка. Магонигл представил план мемориала в виде меча с перекрестной рукоятью, где сам мавзолей располагался на стыке клинка, гарды меча и его рукояти. Протяжённая водная поверхность (пятиуровневый отражающий небо бассейн длиной 575 футов) и главные ступени лестницы мемориала должны были образовывать клинок и рукоять меча. В таком дизайне крест мученика как бы сочетался с символическим мечом президента, который выступал в качестве главнокомандующего во время войн. Бассейн-клинок из композиции был убран в 1951 году.
Строительство мемориала началось 6 июня 1905 года, когда Магонигл вынул первую лопату земли. К 16 ноября был заложен краеугольный камень в ходе официальной церемонии, на которой присутствовали бывшая первая леди – Ида Мак-Кинли и другие члены  семьи убитого президента. Было добавлено более 35 000 кубических ярдов (27 000 м³) земли, чтобы создать четыре террасы, совпадающие по высоте с четырьмя ступенями главной лестницы. Ступеньки имеют ширину 50 футов (15 м) и расположены в четыре пролёта по 24. Ещё 12 ступенек ведут к памятнику. Всего от уровня земли до вершины памятника 108 ступенек. Внутренние стены мемориала были выполнены из мрамора Теннесси. Бронзовая статуя высотой 9-1/2 фута, изображающая президента Мак-Кинли, произносящего своё последнее публичное выступление в Буффало 5 сентября 1901 года, была создана скульптором Чарльзом Генри Нихаусом. Она основана на фотографии президента, сделанной фотографом Белого дома Фрэнсисом Джонстоном на Панамериканской выставке за день до его убийства. Позднее , в мемориале была захоронена и сама вдова президента.

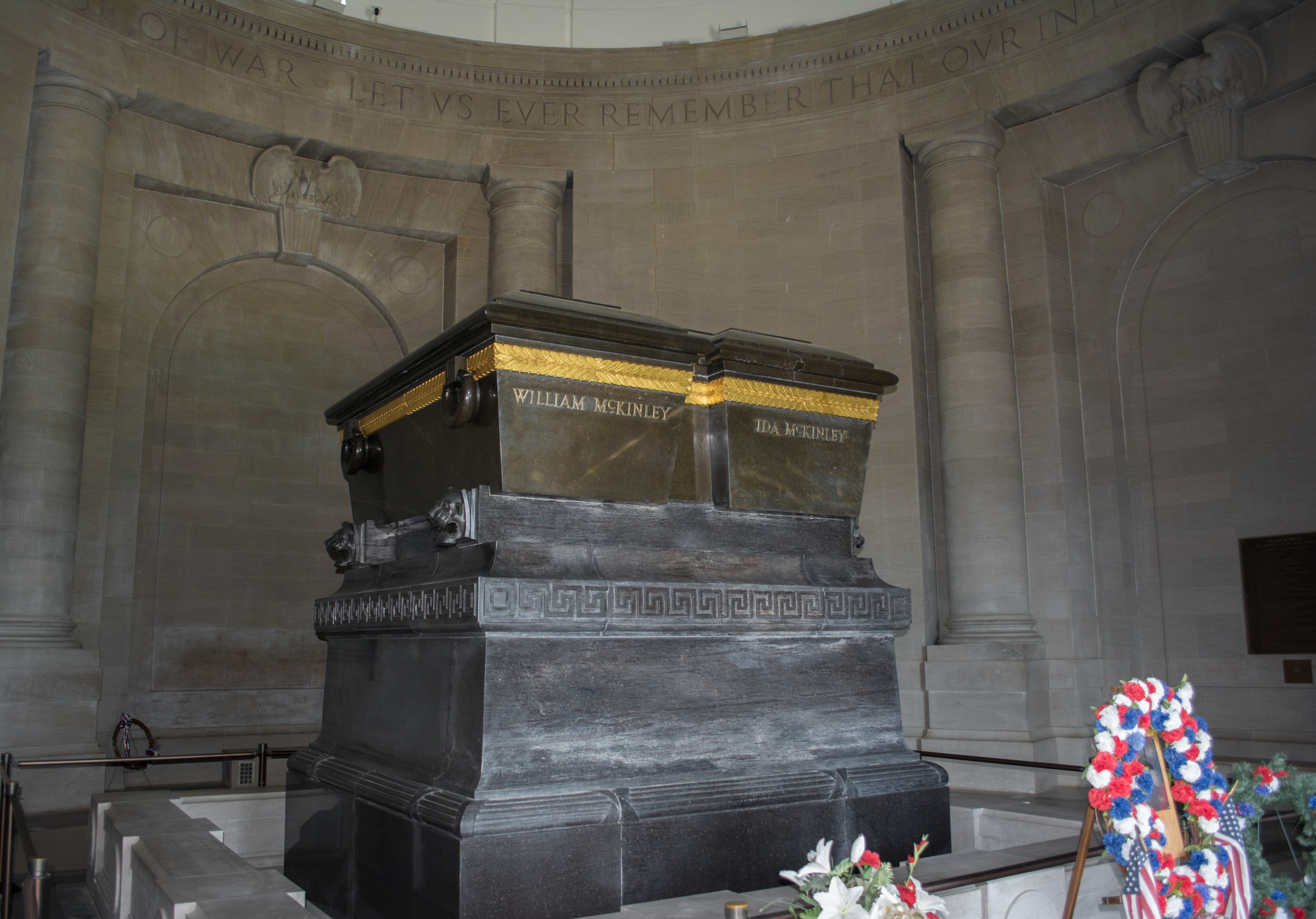
Гробницы Уильяма и Иды Мак-Кинли

### Открытие
Открытие Национального мемориала Мак-Кинли 30 сентября 1907 года было одним из самых памятных событий в истории Кантона. Президент Теодор Рузвельт присоединился к другим высокопоставленным лицам, чтобы наблюдать за грандиозным парадом с смотровой площадки на Главной площади в центре Кантона. На церемонии открытия член Верховного суда США и бывший член кабинета Мак-Кинли Уильям Руфус Дэй, рассказал о событиях, приведших к открытию. Затем поэт-лауреат США Джеймс Уиткомб Райли прочитал мемориальное стихотворение, написанное им в честь павшего президента, после чего президент Рузвельт обратился к собравшимся, подчеркнув карьеру Мак-Кинли. Мэр Кантона Артур Ричард Тернбулл также присутствовал на церемонии. Гробы президента и первой леди были погребены над землёй в двойных саркофагах из зелёного гранита; дочери супругов захоронены там же. Вместе с мемориалом была открыта Президентская библиотека и музей Уильяма Мак-Кинли.